# شفيق جعفروفيتش
شفيق جعفروفيتش (بالبوسنوية: Šefik Džaferović)‏ (من مواليد 9 سبتمبر 1957) هو سياسي بوسني، يشغل حاليا منصب مُمثل البوشناق في مجلس رئاسة البوسنة والهرسك.
شغل منصب العضو البوسني السابع في مجلس رئاسة البوسنة والهرسك من 2018 إلى 2022. هو عضو في مجلس الشعوب الوطني منذ عام 2023. كان عضوا رفيع المستوى في حزب العمل الديمقراطي ،فكان نائب رئيسه وأمينه العام. عمل في المجال القضائي قبل دخوله السياسة.أصبح في عام 1996 عضوا في مجلس الشعوب الاتحادي، ثم عضوا في مجلس الشعوب الوطني في عام 2000. فاز في الانتخابات العامة لعام 2002 ليصبح عضو في مجلس النواب الوطني وذلك حتى عام 2018.

## طفولته وتعليمه
وُلد شفيق جعفروفيتش في يوم 9 سبتمبر 1957، وذلك في بلدة زافيدوفيتشي التي كانت تابعة آنذاك لجُمهورية يوغوسلافيا السابقة. تخرج جعفروفيتش لاحقا في سنة 1979 من كُلية الحقوق [الإنجليزية] التابعة لجامعة سراييفو. عمل بعدها في السلك القضائي وفي قسم الشرطة في كُل من زافيدوفيتشي وزينيتسا إلى غاية سنة 1996.

## مساره السياسي
انتُخب جعفروفيتش عُضوا في مجلس كانتون زينيتسا دوبوي في 1996. في نفس العام، عُين مندوبًا في مجلس الشعب في اتحاد البوسنة والهرسك [الإنجليزية]. بعد أربع سنوات، التحق بعُضوية مجلس الشعب في البوسنة والهرسك. انتُخب جعفروفيتش عضوًا في مجلس نواب البوسنة والهرسك في انتخابات عام 2002. أعيد انتخاب جعفروفيتش للمرة الثالثة كعُضو في مجلس النواب في البوسنة والهرسك، وذلك بعد حصوله على تأييد 30 ألف صوت في انتخابات 2014.

## الرئاسة (2018 - 2022)

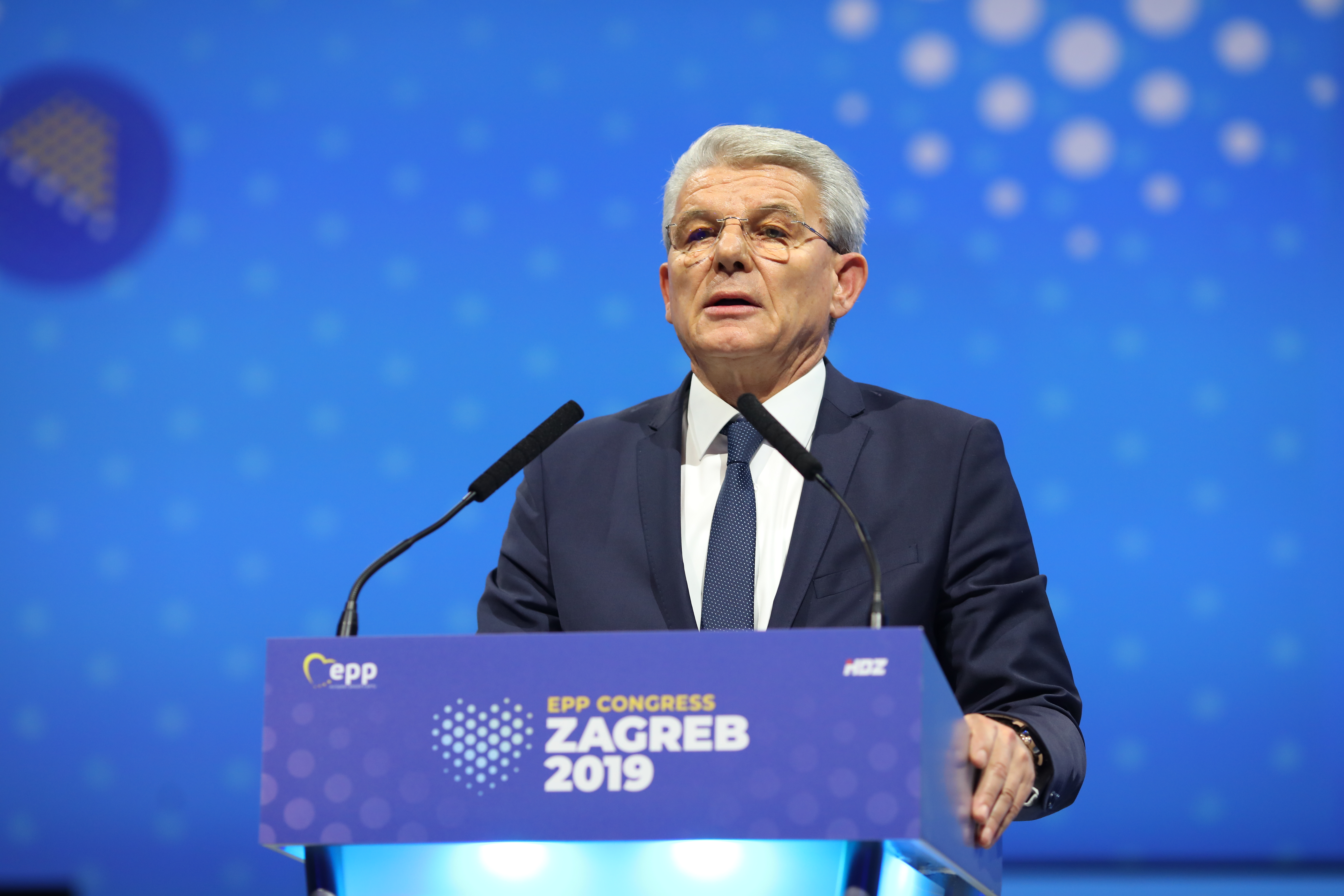
شفيق جعفروفيتش في كلمة له خلال مُؤتمر حزب الشعب الأوروبي في مدينة زغرب عاصمة كرواتيا في نوفمبر 2019.

انتُخب شفيق جعفروفيتش لشُغل منصب مُمثل البوشناق في رئاسة البوسنة والهرسك في الانتخابات العامة لسنة 2018، وذلك بعد حصوله على نسبة فاقت بقليل 36٪ من أصوات الناخبين، ليخلف بذلك زميله في حزب العمل الديمقراطي بكر عزت بيغوفيتش. واجه شفيق بعض المشاكل مع مُمثل الصرب في المجلس ميلوراد دوديك، الذي كان يشغل منصب رئيس المجلس الرئاسي آنذاك، في الشهر الأول من رئاسته فصرح دوديك بأنه لن يحضر أول جلسة لمجلس الرئاسة إلى حين وضع علم جمهورية صرب البوسنة داخل مكتبه. رضخ دوديك في النهاية ووافق على عقد الجلسة بعلم البوسنة والهرسك فقط. تولى جعفروفيتش منصب رئيس مجلس الرئاسة في ولاية دامت 8 أشهر في 20 مارس 2020 وذلك خلفًا لمُمثل الكروات في المجلس زيلكو كومشيتش [الإنجليزية]. خلفه دوديك في منصب رئيس مجلس رئاسة البوسنة والهرسك بعد مرور ثمانية أشهر، أي في 20 نوفمبر 2020.
زار الرئيس الصربي ألكسندر فوتشيتش سراييفو في 2 مارس 2021 والتقى بجعفروفيتش والعُضوين الآخرين في مجلس الرئاسة كومشيتش ودوديك، وصرح بأن بلاده ستتبرع بما مقداره 10 آلاف جُرعة من لقاحات أسترازينيكا المُضادة لفيروس كورونا المُستجد. زار الرئيس السلوفيني بوروت باهور أيضًا سراييفو في 5 مارس والتقى بالأعضاء الثلاثة لمجلس الرئاسة، حيث صرح بأن سلوفينيا ستتبرع بما مقداره 4800 جُرعة من لقاحات أسترازينيكا.
خلف جعفروفيتش كومشيتش في رئاسة مجلس الرئاسة في 20 مارس 2022. خلفه دينيس بيتشيروفيتش ليصبح ممثل البوشناق في مجلس الرئاسة في 16 نوفمبر 2022.

### السياسة الخارجية

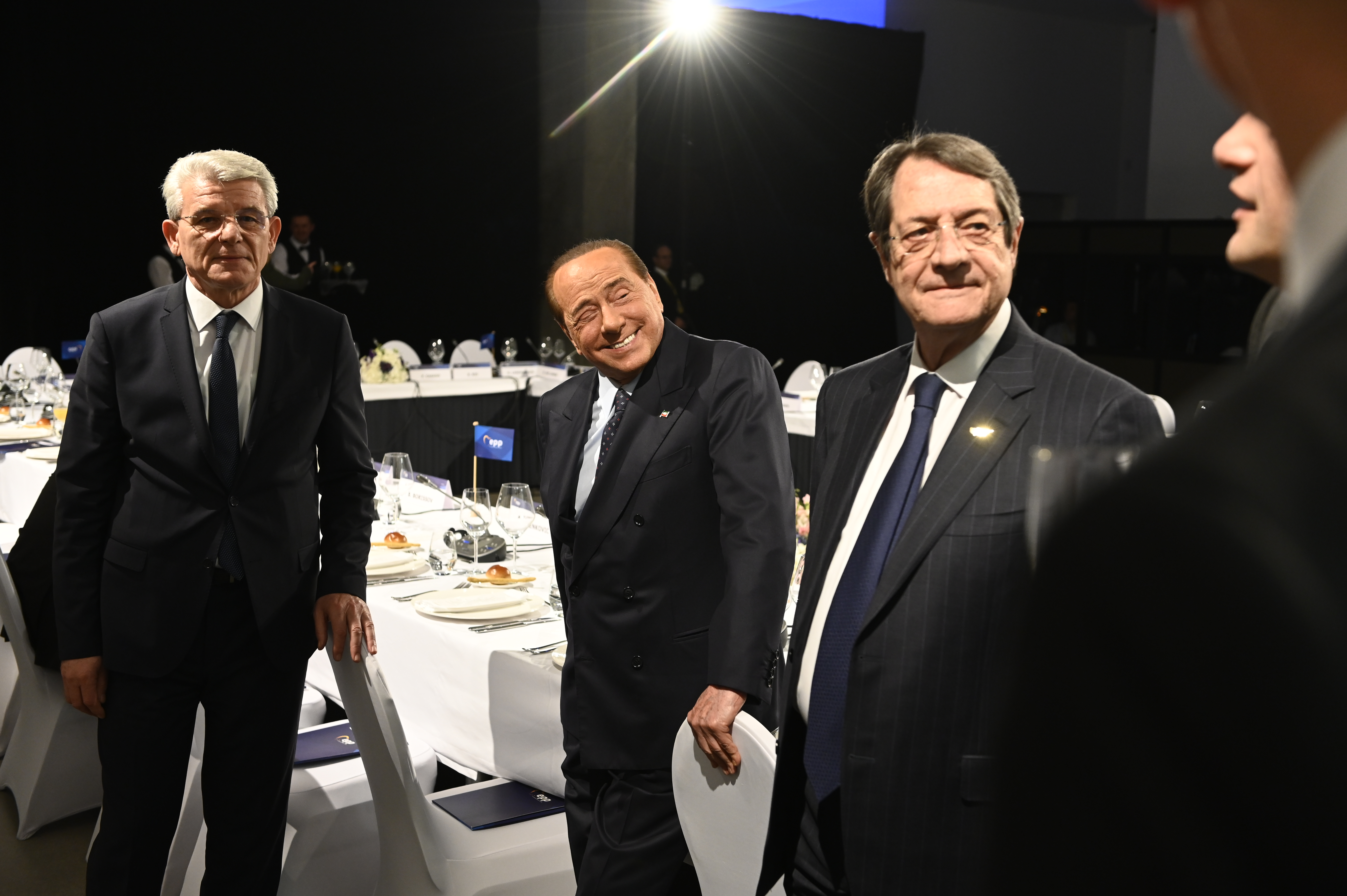
شفيق جعفروفيتش إلى جانب رئيس الوزراء الإيطالي السابق سيلفيو برلسكوني (في الوسط) والرئيس القُبرصي نيكوس أناستاسيادس، خلال شهر نوفمبر 2019.

رفض جعفروفيتش اللقاء بوزير الخارجية الروسي سيرغي لافروف مباشرة قبل زيارة رسمية للأخير إلى البوسنة والهرسك في ديسمبر 2020، فاعتبر بأن هذا الأخير لم يحترم البوسنة والهرسك بقراره لقاء زعيم صرب البوسنة ميلوراد دوديك أولا قبل لقاء العُضوين الآخرين في مجلس الرئاسة. رفض كومشيتش أيضًا اللقاء بالوزير لافروف للأسباب نفسها التي ذكرها شفيق قبل قرار جعفروفيتش بوقت قصير.
زار الأعضاء الثلاثة لمجلس الرئاسة جعفروفيتش وكومشيتش ودوديك تُركيا في زيارة دولة في 16 مارس 2021 فاجتمع الثلاثة بالرئيس التركي رجب طيب أردوغان. خلال هذا اللقاء، وعد أردوغان بالتبرع للبوسنة والهرسك بما مجموعه 30 ألف جُرعة من اللقاحات المُضادة لفيروس كورونا المُستجد. اتفقت البوسنة والهرسك وتركيا في نفس الاجتماع على الاعتراف المتبادل برُخص القيادة بين البلدين، بالإضافة إلى توقيع اتفاقية للتعاون في مشاريع البنية التحتية والبناء، والتي من بينها مشروع بناء طريق سريع يربط بين عاصمة البوسنة والهرسك سراييفو والعاصمة الصربية بلغراد. وقع الاتفاقية من جانب البوسنة والهرسك وزير الاتصالات والنقل فوين ميتروفيتش.

## حياته الشخصية
تزوج شفيق جعفروفيتش من زوجته فيلدانا سنة 1980، وقد رُزق الزوجان بعد ذلك بطفلين هُما ياسمين وياسمينا. يعيش شفيق رُفقة عائلته الصغيرة في سراييفو .